# Medb

Königin Medb auf der irischen 1 Pfund Serie B Banknote

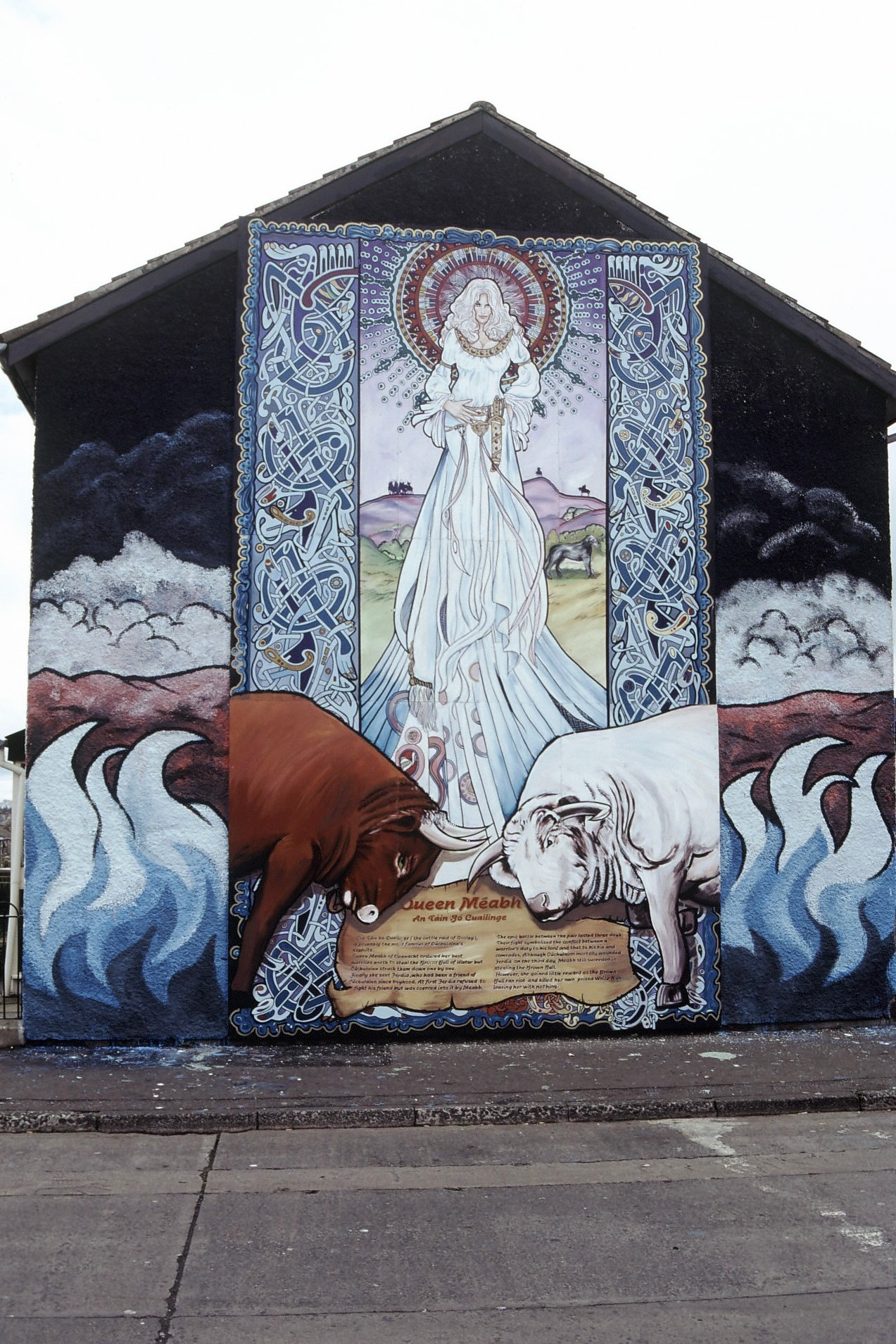
Königin Medb und der Rinderraub von Cooley, Fresco im Ardoyne-Viertel in Belfast

Medb ([mɛðv], altirische Schreibweise; mittelirisch: Meḋḃ, Meaḋḃ = Medhbh, Meadhbh; neuirisch: Méabh [meːvˠ], d. h. berauschend; anglisiert: Maeve [meɪv]) ist eine zentrale Figur der keltischen Mythologie Irlands. Medb, die Tochter von Eochaid Fedlech und Schwester Mugains, war die schöne und kriegerische Königin von Connacht und wohnte im Königssitz Cruachain (siehe auch Echtrae Nerai). Ihr Charakter wird als stark und unerbittlich beschrieben.
Medb war ursprünglich Conchobar versprochen, verließ diesen jedoch für Ailill mac Máta. Auch mit Tiride mac Connra Cas und Eochaid Dála, beide Könige von Connacht, soll sie verheiratet gewesen sein. Sie war für ihre Mannstollheit bekannt, so verführt sie auch Fergus mac Róich mit der Gunst ihrer Schenkel, um ihn als Mitstreiter zu gewinnen. Durch ihren Boten Mac Roth lässt sie Dáire mac Fiachna ebenfalls ihre Gunst anbieten. Ihr Kampf gegen eine Nebenbuhlerin wird in Táin Bó Flidhais („Das Wegtreiben von Flidais' Rindern“) erzählt. Sie bietet sogar ihre Tochter Findabair als Preis für die Unterstützung im Kampfe an (siehe Táin Bó Froích, „Das Wegtreiben der Rinder Froechs“). Aber auch dem Krieger Fer Diad macht sie dieses Angebot.
Medb ist neben Cú Chulainn eine der Schlüsselfiguren des Ulster-Zyklus. Von ihr handelt auch das wohl bekannteste irische Epos Táin Bó Cuailnge („Rinderraub von Cooley“), in dem Medb in einem Krieg gegen Ulster versucht, den großen Stier Donn Cuailnge zu erlangen, um mit ihrem Mann, der einen gleich starken Stier besitzt, gleichzuziehen. Das Epos endet jedoch mit dem Tode beider Tiere (siehe auch De chophur in da muccida – „Von der Verwandlung [?] der beiden Schweinehirten“).
In Aided Chon Culainn („Der Tod Cú Chulainns“) wird berichtet, wie Medb aus Rache den Tod Cú Chulainns mit Hilfe der Kinder Calatins durch Glám dícenn herbeiführt.
Die Sage Aided Medba/Meidbe („Der Tod Medbs“) berichtet, dass Furbaide Ferbends Mutter Clothru von ihrer Schwester Medb ermordet wird, deshalb beschließt er, ihren Tod zu rächen. Er erfährt, dass Medb immer im See Loch Rí (heute Lough Ree) bade, und geht dorthin, um mit einem Seil die Distanz vom Badeplatz zum Ufer auszumessen. Dann übt er im Geheimen, mit seiner Steinschleuder auf diese Entfernung einen Apfel auf einer Stange zu treffen. Als Medb wieder einmal badet, will er sie töten, findet jedoch in der Eile keinen passenden Stein für die Schleuder. Deshalb nimmt er ein Stück Käse und wirft so hart, dass er sie damit tötet.
Königin Medb soll in einem Cairn mit 55 m Durchmesser und 10 m Höhe auf dem Gipfel des Knocknarea begraben sein. Dies ist jedoch nicht der einzige Bestattungsort, an dem sie begraben sein soll.
Nach Nora Chadwick soll Medb eine historische Königin von Tuath Cruacháin, des Königssitzes von Connacht (County Roscommon), gewesen sein; dies wird von Myles Dillon allerdings bezweifelt.